# 曹臻 (物理学家)
曹臻（1962年9月—），出生于云南昆明，中国粒子天体物理学家，中国科学院高能物理研究所研究员、高海拔宇宙线观测站（LHAASO）首席科学家、中国科学院院士。

## 生平
曹臻于1982年毕业于云南大学物理系。之后进入中国科学院高能物理研究所深造，1990年获硕士学位，1994年获博士学位。此后赴美国俄勒冈大学、犹他大学任研究助理，2003年至2009年间担任犹他大学研究副教授。2004年回到中科院高能所任研究员，成为中国宇宙线研究第三代的主力。2012年出任粒子天体物理中心副主任、粒子天体物理重点实验室副主任。2013年起担任国家重大科技基础设施项目高海拔宇宙线观测站（LHAASO）首席科学家。2015年入选中科院特聘研究员，并任中国科学院大学岗位教授。2019年起任天府宇宙线研究中心主任。
曹臻是中国高能物理学会（中国物理学会高能物理分会）常务理事，国际纯粹与应用物理学联合会天体粒子物理国际委员会（WG-10）委员、天体粒子物理委员会（C4）委员。2023年当选中国科学院数学物理学部院士。